# Фріц Червет
Фріц Червет (нім. Fritz Chervet; 1 жовтня 1942 — 29 серпня 2020) — швейцарський професійний боксер найлегшої ваги. Чемпіон Швейцарії з боксу (1961).

## Життєпис
Народився у Берні. Так само, як і троє його братів, почав займатися боксом у Чарлі Бюлера.
У 1961 році виборов титул чемпіона Швейцарії у найлегшій вазі.
У травні 1962 року дебютував у професійному боксі. Здобувши 25 перемог при 1 ничиїй, у грудні 1967 року здійснив невдалу спробу здобути титул чемпіона Європи у найлегшій вазі (англ. EBU European Fly Title), поступившись італійцю Фернандо Атцорі. У березні 1972 року з другої спроби таки виборов титул чемпіона Європи, перемігши того ж таки Атцорі.
У травні 1973 року змагався за вакантний титут чемпіона світу за версією WBA у найлегшій вазі, проте поступився Чарчаю Чіоною з Таїланда. У квітні 1974 року здійснив другу спробу вибороти титут чемпіона світу, проте знову поступився тому ж таки Чіоною.
У грудні 1976 року завершив боксерську кар'єру.
Згодом обіймав посаду судового пристава у Федеральному палаці Швейцарії.